# San Agustín (Potosí)
San Agustín es una localidad y municipio de Bolivia, capital de la provincia de Enrique Baldivieso en el departamento de Potosí en el suroeste del país. La provincia y su división administrativa fueron creadas mediante ley del 6 de febrero de 1985. Tiene una superficie territorial de 2.254 km², caracterizándose por ser una franja longitudinal que sigue un rumbo noroeste – sureste, al interior del municipio de Colcha K. La población (2001) es de 1.640 habitantes, de los cuales el 36% está concentrado en la localidad de San Agustín, cabecera municipal.

## Fisiografía
El municipio comprende un sistema de valles cerrados, rodeado por montañas moderadamente escarpadas, de origen volcánico y con presencia de
volcanes. Las altitudes varían entre 3,800 y 4,800 m s. n. m.

## Pisos ecológicos
El municipio, se encuentra ubicada en la zona ecológica semiárida, árida y altiplánica, pertenece a la provincia altoandina y puneña del dominio andino, a la que corresponden las formaciones ecológicas de matorral desértico montano templado y semidesierto altoandino y puna desértica.
Las condiciones de salinidad predominantes en los suelos determinan la presencia de una cobertura vegetal dispersa de subarbustos enanos almohadillados y halófitos y gramíneas bajas (kota, kauchi y chiji blanco).

## Clima
El clima de San Agustín es árido frío (BWk), según la clasificación climática de Köppen.
Se caracteriza por su baja precipitación pluvial, unos 200 mm por año concentrados principalmente en los meses de diciembre a marzo. Son frecuentes el granizo y la nieve.
La evapotranspiración es muy alta existiendo un déficit de humedad durante todo el año.
Las temperaturas son bajas, con marcadas variaciones diarias. La temperatura promedio anual es de poco menos de 7 °C, los valores mensuales varían solo de manera significativa entre 2 °C en junio/julio y 9 °C de noviembre a marzo, aunque las heladas son posibles durante todo el año.
```
Climograma de Colcha "K" (Bolivia), cerca de 45 km de San Agustín.
  
Fuente:
 GeoKLIMA
[
1
]
```

## Demografía
De acuerdo con el censo boliviano de 2024, la población del municipio de San Agustín es de 2 119 habitantes.
La población del municipio aumentó aproximadamente dos tercios entre 1992 y 2024:
| Año  | Habitantes (municipio) | Fuente |
| ---- | ---------------------- | ------ |
| 1992 | 1 313                  | Censo  |
| 2001 | 1 640                  | Censo  |
| 2012 | 1 684                  | Censo  |
| 2024 | 2 119                  | Censo  |

## Actividades económicas
La agricultura es una de las principales actividades productivas en el municipio, a pesar de que las áreas apropiadas para la cultivación son muy reducidas. Se cultiva quinua, oca, cebollas y papas con sistemas de irrigación simples.

## Viviendas
La infraestructura habitacional es de características antiguas con características coloniales, las cuales con el tiempo han sido complementadas con otros ambientes y cogestionando los espacios; algunas viviendas cuentan con patio amplio. La distribución de ambientes generalmente está en torno al patio; pocos cuentan con baño y/o letrinas con pozo ciego. Los materiales constructivos de las viviendas son en su generalidad el adobe en muros, cimentaciones de cal/cemento y barro y las cubiertas generalmente se construyen de teja y calamina.

## Cantones
Antes de la promulgación de la nueva Constitución Política del Estado aprobada el 2009, el municipio constaba de cuatro cantones, que actualmente no forman parte de la división administrativa del país:
- San Agustín
- Alota
- Cerro Gordo
- Todos Santos

De estos cantones, los seleccionados para ser objeto de proyecto por su importancia como destino turístico son San Agustín y Alota.
Los 4 cantones del municipio agrupaban a un total de 6 comunidades. Los centros poblados más importantes son San Agustín y Alota.